# Makurdi
Makurdi je město ve střední Nigérii. Leží v regionu zvaném Middle Belt na řece Benue a je hlavním městem státu Benue. V roce 2022 zde žilo 517 342 obyvatel. Přes řeku Benue je město rozděleno na severní a jižní část, přičemž obě tyto části jsou spojeny dvěma mosty. Ve městě sídlí Státní univerzita v Benue a Zemědělská univerzita v Makurdi. Z města vede železnice směrem na jih do města Port Harcourt. Ve městě se dále nachází také Letiště Makurdi a pobočku zde má také Nigerijské námořnictvo. 